# 羅伊良卡 (韃靼布納雷區)
45°50′11″N 29°55′12″E / 45.83639°N 29.92000°E
羅伊良卡（烏克蘭語：Ройлянка）是位於烏克蘭西南部的村莊，由敖德萨州裡比爾霍羅德-德涅斯特羅夫斯基區的迪維濟亞市鎮負責管轄。該村始建於1902年，面積0.6平方公里，海拔高度10米，2001年人口148。